# Ferenc Snétberger

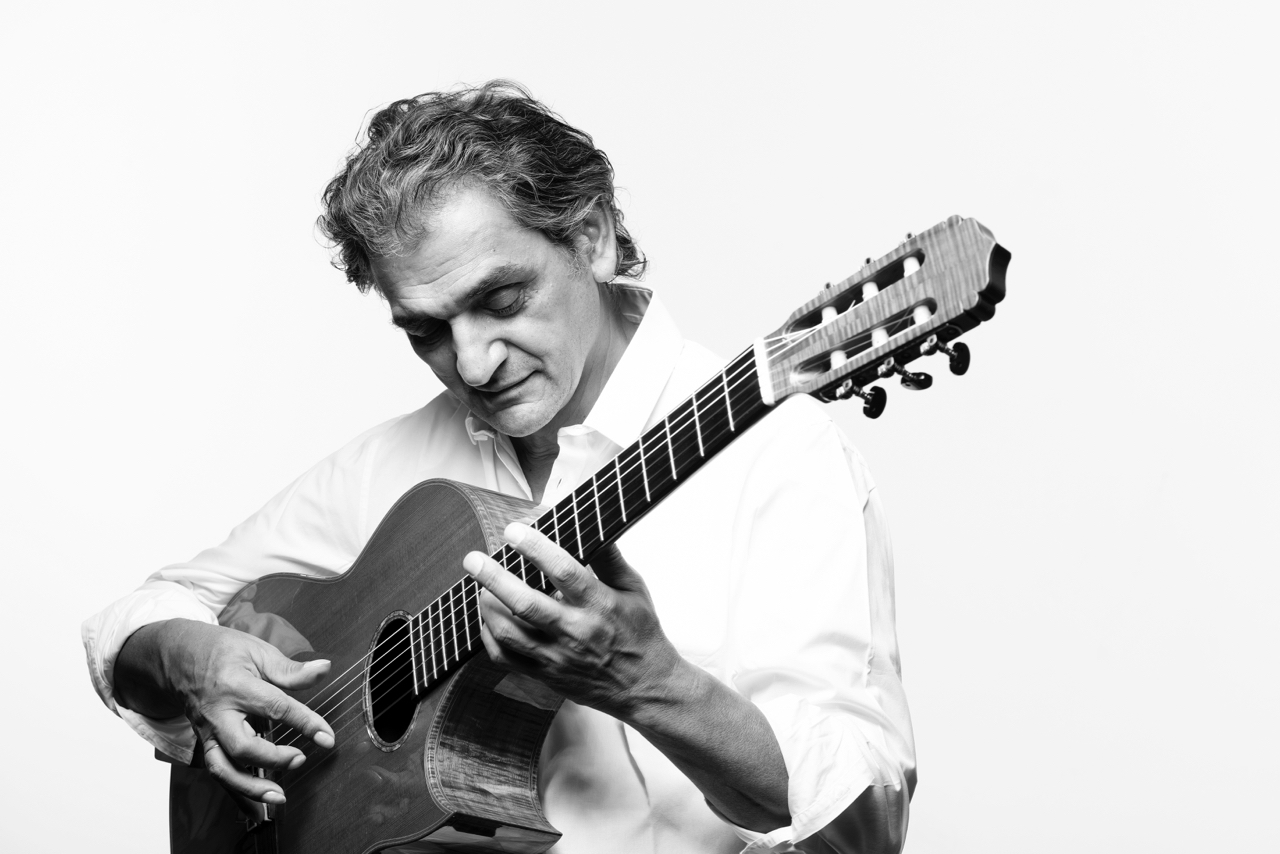
Ferenc Snétberger (2022)

Ferenc Snétberger (* 6. Februar 1957 in Salgótarján) ist ein ungarischer Jazz-Gitarrist und Kossuth- bzw. Franz-Liszt-Preisträger.

## Leben
Snétberger entstammt einer Roma-Familie. Im Alter von dreizehn Jahren besuchte er die Musikschule und lernte klassisches Gitarrespiel. Von 1977 bis 1981 studierte er am Béla-Bartók-Jazzkonservatorium in Budapest. Bekannt wurde er in Ungarn mit dem Stendhal-Trio, das er 1987 mit László Dés und Kornél Horváth gründete. 1988 ging Snétberger nach Berlin. Neben der Arbeit im Stendhal-Trio arbeitete er auch solistisch und in Duo-Besetzungen: mit dem Vibraphonisten David Friedman und seit 1995 mit dem Trompeter Markus Stockhausen. Neben den Duos trat er auch im Joyosa-Quartett mit Stockhausen, dem norwegischen Bassisten Arild Andersen und dem Schweizer Schlagzeuger Samuel Rohrer auf. 2005 gründete er ein Trio mit Arild Andersen und dem italienischen Schlagzeuger Paolo Vinaccia. Er spielte auch zusammen mit Didier Lockwood, James Moody, Charlie Byrd, Ernie Wilkins, Herb Ellis, Bobby McFerrin, Richard Bona, Michel Godard, Anders Jormin und Joey Baron.
Daneben trat Snétberger auch als Komponist hervor. Er komponierte Filmmusiken, und 1995 entstand sein Konzert für Gitarre und Orchester For My People.
Am 27. Januar 2011, dem deutschen Holocaustgedenktag, trat Snétberger in der Plenarsitzung des Deutschen Bundestages auf, in der mit Zoni Weisz das erste Mal ein Sinto die Gedenkrede hielt.
Im Jahr 2002 wurde Ferenc Snétberger Ehrenbürger seiner Geburtsstadt Salgótarján und erhielt zwei Jahre später den ungarischen Verdienstorden. 2005 wurde ihm in Budapest der Franz-Liszt-Preis zuerkannt, 2014 wurde ihm der Kossuth-Preis verliehen. Im November 2020 verlieh der deutsche Bundespräsident Steinmeier Snétberger das Bundesverdienstkreuz am Bande. Sein Sohn Toni Snétberger ist Schauspieler.
Neben seiner musikalischen Tätigkeit gründete er in Ungarn eine internationale Musikschule (Snétberger Musik Talent Zentrum) für sozial benachteiligte Kinder und Jugendliche, überwiegend der Minderheit der Sinti und Roma angehörig, die 2011 eröffnet wurde.

## Diskographische Hinweise
- Trio Stendhal: 1, mit László Dés, Kornél Horváth, 1989
- Samboa, 1990
- Trio Stendhal: Something Happened, mit László Dés, Kornél Horváth, 1992
- Bajo Tambo, 1992
- Budapest Concert, 1995 (Tiptoe, solo)
- Signature, mit Martin Gjakonovski, Kruno Levačić, David Friedman, 1998 (enja)
- For My People, Gitarrenkonzert, mit Markus Stockhausen und dem Franz-Liszt-Kammerorchester, 1999 (enja)
- Balance, 2002 (enja, solo)
- Obsession mit János Egri, Elemér Balázs, Irén Lovász, 2002 (Tiptoe)
- Dés-Snétberger Duo: Double Invention, mit László Dés, 2003
- Joyosa, mit Markus Stockhausen, Arild Andersen, Patrice Héral, 2004 (enja)
- Nomad, mit Arild Andersen, Paolo Vinaccia, 2005 (enja)
- Streams, mit Markus Stockhausen, 2007 (enja)
- In Concert, 2016 (ECM Records, solo)
- Titok (ECM, 2017)
- Hallgató (ECM, 2021)